# جيم جونستون (ملحن)
جيم جونستون (بالإنجليزية: James Alan "Jim" Johnston)‏ هو ملحن أمريكي، ولد في 31 ديسمبر 1959 في مقاطعة راندولف في الولايات المتحدة.

## وصلات خارجية
- جيم جونستون على موقع IMDb (الإنجليزية)
- جيم جونستون على موقع ميوزك برينز (الإنجليزية)
- جيم جونستون على موقع أول موفي (الإنجليزية)
- جيم جونستون على موقع أول ميوزيك (الإنجليزية)
- جيم جونستون على موقع ديسكوغز (الإنجليزية)
- جيم جونستون على موقع قاعدة بيانات الفيلم (الإنجليزية)
- جيم جونستون على موقع كينوبويسك (الروسية)